# Magliolo
Magliolo (im Ligurischen: Majeu) ist eine norditalienische Gemeinde mit 968 Einwohnern (Stand 31. Dezember 2023) in der Region Ligurien. Politisch gehört sie zu der Provinz Savona.

## Geographie
Magliolo liegt im Valle Maremola am gleichnamigen Fluss. Das Gemeindegebiet reicht von 100 bis 1335 Meter über dem Meeresniveau. Die Verwaltungsgebäude liegen auf einer Höhe von 270 Metern.
Magliolo gehört zu der Comunità Montana Pollupice und ist circa 37 Kilometer von der Provinzhauptstadt Savona entfernt.
Nach der italienischen Klassifizierung bezüglich seismischer Aktivität wurde die Gemeinde der Zone 4 zugeordnet. Das bedeutet, dass sich Magliolo in einer seismisch inaktiven Zone befindet.

## Klima
Die Gemeinde wird unter Klimakategorie D klassifiziert, da die Gradtagzahl einen Wert von 1991 besitzt. Das heißt, die in Italien gesetzlich geregelte Heizperiode liegt zwischen dem 1. November und dem 15. April für jeweils 12 Stunden pro Tag.